# Esperia Football Club 1922-1923
Questa pagina raccoglie i dati riguardanti l'Esperia Football Club nelle competizioni ufficiali della stagione 1922-1923.

## Rosa
| N. |                   | Ruolo | Calciatore           |
| -- | ----------------- | ----- | -------------------- |
|    | Italia (bandiera) | C     | Germano Audisio      |
|    | Italia (bandiera) | C     | Egidio Bazzini       |
|    | Italia (bandiera) | A     | Amatore Bianchi      |
|    | Italia (bandiera) | A     | Achille Bordoli      |
|    | Italia (bandiera) | A     | Riccardo Camporini   |
|    | Italia (bandiera) | D     | Francesco Casartelli |
|    | Italia (bandiera) | C     | Pierino Castelli     |
|    | Italia (bandiera) | C     | Armando Corsiglia    |
|    | Italia (bandiera) | A     | Nicola De Martino    |
|    | Italia (bandiera) | D     | Plinio Farina        |
|    | Italia (bandiera) | C     | Giuseppe Gabaglio    |
|    | Italia (bandiera) | A     | Federico Lietti (II) |

| N. |                   | Ruolo | Calciatore              |
| -- | ----------------- | ----- | ----------------------- |
|    | Italia (bandiera) | D     | Gabriele Locatelli      |
|    | Italia (bandiera) | C     | Carlo Marelli           |
|    | Italia (bandiera) | A     | Paolo Martinelli        |
|    | Italia (bandiera) | P     | Guerino Miotti          |
|    | Italia (bandiera) | A     | Beno Polli              |
|    | Italia (bandiera) | P     | Abele Preda             |
|    | Italia (bandiera) | A     | Giovanni Pusterla       |
|    | Italia (bandiera) | A     | Umberto Ranzani         |
|    | Italia (bandiera) | A     | Giuseppe Ronchetti (II) |
|    | Italia (bandiera) | A     | Mario Ronchetti (I)     |
|    | Italia (bandiera) | P     | Guerrino Tagliabue      |
|    | Italia (bandiera) | A     | Marco Zanotto           |

## Risultati

### Prima divisione

#### Lega Nord - girone B

##### Girone di andata
| Arbitro: | Grossi (Milano) |

|                          |           |                                              |
| Castelli 21’ Zanotto 85’ | Marcatori | 28’, 37’ Della Valle III 69’ Pozzi 82’ Baldi |

| Arbitro: | Enrietti (Torino) |

|                                               |           |                |
| Bellolio 17’ Lojacono 32’ (rig.) Gianelli 50’ | Marcatori | 8’ Ronchetti I |

| Arbitro: | Venegoni (Legnano) |

|              |           |                         |
| Castelli 15’ | Marcatori | 42’ Robotti 78’ Taverna |

| Modena 13 maggio 1923 4ª giornata | Modena | 2 – 0 A tav. per forfait | Esperia | Campo di viale Fontanelli |

| La Spezia 12 novembre 1922 5ª giornata | Spezia         | 0 – 0 | Esperia | Stadio Alberto Picco\| Arbitro: \| Fries (Milano) \| |
| Arbitro:                               | Fries (Milano) |       |         |                                                      |

| Arbitro: | Zennaro (Genova) |

|                  |           |  |
| Gallo 43’ (rig.) | Marcatori |  |

| Arbitro: | Crivelli (Milano) |

|                        |           |                        |
| Castelli 44’, 51’, 74’ | Marcatori | 5’ Gerace 77’ Melchior |

| Arbitro: | Cattaneo (Milano) |

|                        |           |  |
| Rossi 30’ Torriani 88’ | Marcatori |  |

| Genova 7 gennaio 1923 9ª giornata | Genoa          | 0 – 0 | Esperia | Campo Genoa Cricket & Football Club\| Arbitro: \| Fries (Milano) \| |
| Arbitro:                          | Fries (Milano) |       |         |                                                                     |

| Arbitro: | A.Gama (Milano) |

|             |           |                                               |
| Bordoli 64’ | Marcatori | 13’ Poggia 34’, 41’ Santagostino 58’ Papa III |

| Arbitro: | Vota (Torino) |

|                               |           |  |
| Defendi 15’ Bodini I 22’, 87’ | Marcatori |  |

##### Girone di ritorno
| Arbitro: | Crivelli (Milano) |

|                                                        |           |  |
| Perin 6’, 58’ Della Valle III 35’ Pozzi 68’ Rubini 80’ | Marcatori |  |

| Arbitro: | Gera (Torino) |

|  |           |                                           |
|  | Marcatori | 53’ Crotti 65’, 79’ Gianelli 84’ Salamina |

| Arbitro: | Merani (La Spezia) |

|                              |           |  |
| Bottino 8’ (rig.) Fatica 79’ | Marcatori |  |

| Arbitro: | Bistoletti (Milano) |

|  |           |            |
|  | Marcatori | 57’ Cuttin |

| Como 18 marzo 1923 16ª giornata | Esperia       | 0 – 0 | Spezia | Campo di via Milano\| Arbitro: \| Vota (Torino) \| |
| Arbitro:                        | Vota (Torino) |       |        |                                                    |

| Arbitro: | Cattaneo (Milano) |

|  |           |            |
|  | Marcatori | 80’ Blando |

| Arbitro: | Ferluga (Trieste) |

|             |           |  |
| Moretti 38’ | Marcatori |  |

| Arbitro: | Livraghi (Milano) |

|  |           |               |
|  | Marcatori | 12’ Malaspina |

| Arbitro: | Panzeri (Milano) |

|                         |           |                                                                           |
| Castelli 28’ Lietti 55’ | Marcatori | 1’ (aut.) Gabaglio 25’, 28’, 51’ Santamaria 42’, 65’, 70’ Sardi 85’ Catto |

| Arbitro: | Pinasco (Sestri Ponente) |

|             |           |             |
| Belloni 55’ | Marcatori | 50’ Bazzani |

| Arbitro: | Majani (Torino) |

|                           |           |                |
| Corsiglia 75’ Bazzini 86’ | Marcatori | 8’ Puerari III |

## Statistiche

### Statistiche di squadra
| Competizione    | Punti | In casa | In casa | In casa | In casa | In casa | In casa | In trasferta | In trasferta | In trasferta | In trasferta | In trasferta | In trasferta | Totale | Totale | Totale | Totale | Totale | Totale | DR  |
| Competizione    | Punti | G       | V       | N       | P       | Gf      | Gs      | G            | V            | N            | P            | Gf           | Gs           | G      | V      | N      | P      | Gf     | Gs     | DR  |
| --------------- | ----- | ------- | ------- | ------- | ------- | ------- | ------- | ------------ | ------------ | ------------ | ------------ | ------------ | ------------ | ------ | ------ | ------ | ------ | ------ | ------ | --- |
| Prima Divisione | 5     | 11      | 1       | 1       | 9       | 9       | 29      | 11           | 0            | 3            | 8            | 2            | 20           | 22     | 1      | 4      | 17     | 11     | 49     | -38 |

### Statistiche dei giocatori
| Giocatore         | Prima Divisione | Prima Divisione |
| Giocatore         | Presenze        | Reti            |
| ----------------- | --------------- | --------------- |
| G. Audisio        | 1               | 0               |
| E. Bazzini        | 7               | 1               |
| A. Bianchi        | 3               | 0               |
| A. Bordoli        | 18              | 1               |
| R. Camporini      | 4               | 0               |
| F. Casartelli     | 13              | 0               |
| P. Castelli       | 20              | 6               |
| A. Corsiglia      | 17              | 0               |
| N. De Martino     | 5               | 0               |
| P. Farina         | 21              | 0               |
| G. Gabaglio       | 20              | 0               |
| F. Lietti         | 9               | 1               |
| G. Locatelli      | 21              | 0               |
| C. Marelli        | 19              | 0               |
| P. Martinelli     | 11              | 0               |
| G. Miotti         | 12              | -21             |
| B. Polli          | 1               | 0               |
| A. Preda          | 4               | -9              |
| G. Pusterla       | 1               | 0               |
| U. Ranzani        | 6               | 0               |
| M. Ronchetti (I)  | 1               | 1               |
| G. Ronchetti (II) | 7               | 0               |
| G. Tagliabue      | 5               | -15             |
| M. Zanotto        | 5               | 1               |

All'epoca non esistevano i cartellini gialli e rossi (introdotti molto dopo), ma solo ammonizioni verbali ed espulsioni effettive. Sulle cronache sportive dell'epoca sono evidenziate solo le espulsioni, mentre le ammonizioni solenni risultano sui comunicati ufficiali della Lega Nord.